# الجريمة (فلم 2006)
الجريمة (بالإنجليزية: A Crime) ( بالفرنسية: Un crime) هو فيلم إثارة لعام 2006 من إخراج مانويل برادال، كتبه برادال وتونينو بيناكويستا، وبطولة إيمانويل بيار.
يتناول الفيلم قصة فينسنت (نورمان ريدوس) الذي يبحث عن قاتل زوجته. في هذه الأثناء، تقرر جارته أليس (إيمانويل بيار) اختراع مذنب، لكي يتمكن من الانتقام. ومع ذلك، لا يوجد مذنب مثالي ولا جريمة مثالية.

## الملخص
في المساء، بينما يعود فينسنت هاريس (ريدوس) إلى منزله، يعبر طريقه مع سيارة أجرة قادمة من بيته. عندما يصل، يكون الأوان قد فات: زوجته آشلي قد قُتلت بوحشية. بعد ثلاث سنوات، ينتقل فينسنت إلى نيويورك، وجارته أليس باركر (بيارت) مغرمة به بجنون، ولكنه دائمًا ما يكون مهووسًا باكتشاف قاتل زوجته، ولا يعترف بأي مشاعر على الأقل. لكي تجعل فينسنت حرًا ليفتح قلبه لها، تكون أليس مستعدة للعثور على الرجل المسؤول عن موت زوجته. عندما تستقل أليس سيارة أجرة يقودها نيويوركي وحيد يُدعى روجر كولكن (كيتيل)، يبدأ خطتها المعقدة في التنفيذ ببطء دون علم الرجلين.

## طاقم العمل
- إيمانويل بيار في دور أليس باركر
- نورمان ريديس في دور فينسنت هاريس
- هارفي كيتيل في دور روجر كولكن
- جو جريفاسي في دور بيل
- ليلي رابي في دور صوفي
- كيم دايريكتور في دور آشلي هاريس
- تشاك كوبر في دور ويل
- تيد كوتشيف في دور سكوت
- بن وانغ في دور الرجل الصيني
- ستيفن باين في دور مارك
- بريان تارانتينا في دور جو
- باتريك كولينز في دور بن
- كليم تشيونغ في دور لي هوانغ
- جوناثان لامبرت في دور "بيبي-فيس"
- ناتالي كارون في دور جيني

## الروابط الخارجية
- A Crime  في قاعدة بيانات الأفلام على الإنترنت (بالإنجليزية)

- A Crime على موقع أول موفي.